# Cerro Primo de Rivera
El cerro Primo de Rivera —llamado anteriormente cerro Errázuriz— es un cerro aislado en la comuna de Maipú, en Santiago de Chile, que fue inaugurado como parque el 5 de abril de 1984.

## Historia
El coronel del ejército español Joaquín Primo de Rivera y Ortiz de Pinedo, usó este lugar como puesto de mando del ejército Realista durante la Batalla de Maipú, llevada a cabo el 5 de abril de 1818, tras la cual se decidió la Independencia de Chile.
Durante la gestión del alcalde Gonzalo Pérez Llona, el cerro fue inaugurado como parque, el 5 de abril de 1984. Por Decreto Supremo núm. 66 del 22 de febrero de 1991, este cerro fue declarado Monumento Nacional en la categoría «Monumento Histórico». Entre 1996 y 1997 el cerro fue remodelado debido a la adquisión del título de monumento.
Desde que fue acondicionado y abierto al público el cerro ha sido utilizado y han sido desarrollados diversos eventos deportivos, culturales y religiosos. Entre estas actividades se encuentran la Misa de Gallo —cada 24 de diciembre— y la fonda municipal de Fiestas Patrias.
Durante la gestión del alcalde Herman Silva, el 9 de septiembre de 2000, se inauguró una cruz metálica de diecinueve metros de altura y veinticuatro toneladas de peso con la figura de Jesús calada en ella. Esta estructura, obra del artista Arturo Hevia, fue posicionada en la cima del cerro de tal manera que una de sus caras mirase hacia el Templo Votivo de Maipú.
En noviembre de 2017, el Concejo Municipal de Maipú aprobó la construcción de un nuevo acceso al cerro Primo de Rivera, el cual incluyó portería, baños públicos, un paseo peatonal y un atrio. El proyecto se concretó en septiembre de 2018 y tuvo un costo de $167 000 000, aportados por el Gobierno Regional Metropolitano de Santiago.

## Flora
Entre la vegetación presente en su superficie se describen ejemplares de Acacia Caven (Espino), Beilschmiedia berteroana (Belloto del sur), Cryptocarya alba (Peumo), Maytenus boaria (maitén), Quillaja saponaria (quillay) y Schinus molle (pimiento).

## Nombre y ubicación
Durante el periodo de la colonia se le conocía como «cerrillo Erráruriz» y durante la batalla de independencia era reconocido como «cerrillo Redondo». Su nombre oficial es en honor del coronel del ejército español Joaquín Primo de Rivera y Ortiz de Pinedo. 
Debido a su ubicación, en el antiguo Paradero 15 de avenida Pajaritos, también es conocido como cerro Los Pajaritos o, más informalmente, Cerro 15. Cercanos a él, por el norte, se encuentran la Autopista del Sol y el Zanjón de la Aguada, y por el sur, la estación Santiago Bueras de la Línea 5 del Metro de Santiago.